# Перес, Хуан (монах-францисканец)
Хуан Перес, OFM Conv. (умер до 1513 года) — испанский монах-францисканец; участник первой экспедиции Христофора Колумба

## Биография
Одно время занимал должность контадора (бухгалтера) королевы Испании, что свидетельствовало о его знатном происхождении. Позже вступил в орден францисканцев, и королева Изабелла назначила его своим духовником.
Найдя придворную жизнь слишком суетной, попросил разрешения удалиться в свой монастырь. Вскоре после этого был избран попечителем монастыря в Ла-Рабиде, недалеко от Палоса в Андалусии.
Здесь в 1484 или 1485 году познакомился с Христофором Колумбом. Там же жил и известный космограф монах Антонио де Марчена, в котором Колумб нашел горячего сторонника своих планов. Историк Франсиско Лопес де Гомара в 1552 году, по-видимому, совершил ошибку, которую копировали почти все последующие авторы, писавшие на эту тему, сделав два имени Перес и Марчена описанием одного и того же человека, назвав отца-настоятеля Ла Рабиды монахом Хуаном Пересом де Марчена.
Оба монаха оказали помощь Колумбу. В одном из своих писем королю и королеве Колумб писал, что все высмеивали его, за исключением двух монахов, которые всегда в него верили. Мартин Фернандес де Наваррете действительно утверждает, что Колумб в этом отрывке говорил о францисканце Пересе и доминиканце Диего де Деса.
Именно Перес убедил Колумба не покидать Испанию, не посоветовавшись с Изабеллой, когда тот прибыл в Ла-Рабиду, решив представить свой план королю Франции. Именно Хуан Перес уговорил Изабеллу дать Колумбу повторную аудиенцию в 1491 году. В результате Колумб был вызван на аудиенцию, и при содействии кардинала Мендосы и других его просьбы были наконец удовлетворены.

Хуан Перес Благословляет Колумба

Перед отплытием Колумба 3 августа 1492 года, Перес благословил его и его флот (на илл.). Некоторые авторы утверждают, что Перес сопровождал Колумба в первом плавании, однако молчание Колумба по этому поводу делает это утверждение маловероятным. По-видимому, Перес сопровождал Колумба во время второго путешествия в 1493 году. Многие авторы сходятся в том мнении что, когда вторая экспедиция достигла Эспаньолы, Перес отслужил мессу в Пойнт Консепшн (8 декабря 1493 года). Это была первая церковь и первая месса в Новом Свете. Он также стал настоятлем первого мужского монастыря, который Колумб приказал возвести в Санто-Доминго.